# Favara de la Ribera
Favara de la Ribera è un comune spagnolo di 1 777 abitanti situato nella comunità autonoma Valenciana.